# ماریا بلن پرز موریس
ماریا بلن پرز موریس (اسپانیایی: María Belén Pérez Maurice‎؛ زادهٔ ۱۲ ژوئیهٔ ۱۹۸۵) شمشیرباز اهل آرژانتین است.